# Canon de 8,8 cm SK L/35
Le canon de 8,8 cm SK L/35 était un canon de marine allemand en service durant la Première Guerre mondiale.

## Description
Le canon de 8,8 cm SK L/35 avait une longueur totale d'environ 3,08 m. Il utilisait le bloc de culasse Krupp.

## Service naval
Le canon de 8,8 cm SK L/35 fut largement utilisé sur de nombreuses classes de navires allemands la Première Guerre mondiale : des cuirassés, de croiseurs et des torpilleurs soit en casemate, soit en tourelles. Son utilisation principale sur les cuirassés et les croiseurs était comme un armement contre-torpilleur, tandis que sur les torpilleurs c'était leur armement secondaire.
Les classes de navires qui ont utilisé le 8,8 cm SK L/35 étaient :
- les cuirassés de classe Braunschweig
- les cuirassés de classe Deutschland
- les croiseurs cuirassés de classe Prinz Adalbert
- les croiseurs cuirassés de classe Roon
- les croiseurs cuirassés de classe Scharnhorst
- les croiseurs protégés de classe Victoria Louise
- les torpilleurs de classe S138 (en)
- les torpilleurs classe S90 (en)